# Daltonia longinervis
Daltonia longinervis là một loài rêu trong họ Daltoniaceae. Loài này được Mitt. mô tả khoa học đầu tiên năm 1863.